# Anatomie rostlin

Schéma základních orgánů rostlin, zejména těch vyšších (A - květ; B - stonek s listy; C - kořen)

Anatomie rostlin čili fytotomie je podobor botaniky a anatomie, zabývající se vnitřní stavbou těl rostlin. Do jisté míry se v praxi překrývá s morfologií rostlin, která se zajímá o jejich vnější (celkovou) stavbu. Na základě odlišných anatomických a morfologických vlastností je tvořen botanický systém a zároveň pomáhají pochopit evoluční vztahy mezi druhy i vyššími taxony.

## Evoluční souvislosti
Rostliny (v širším slova smyslu) vznikly již velmi raně v historii Země a nejprve byly představovány jednobuněčnými zelenými řasami. První vyšší rostliny vznikly zřejmě z řas parožnatek a zde také jsou kořeny suchozemských rostlin. Zřejmě k prvním suchozemským, cévnatým rostlinám patří rostlina Cooksonia. U těchto rostlin také docházelo k adaptacím na suchozemské podmínky, jako jsou vodivá pletiva, epidermis s kutikulou a průduchy a podobně.
Nejstarší cévnaté rostliny byly zřejmě tvořeny tzv. telomy, což jsou vidličnatě větvené orgány s jednoduchým cévním svazkem. Podle telomové teorie vznikly právě z telomů složitější rostlinné orgány, například planací vznikly některé ploché orgány (listy), zatímco jiné struktury mohly vzniknout převršením, zakřivováním, redukcí a podobně.

### Stélka

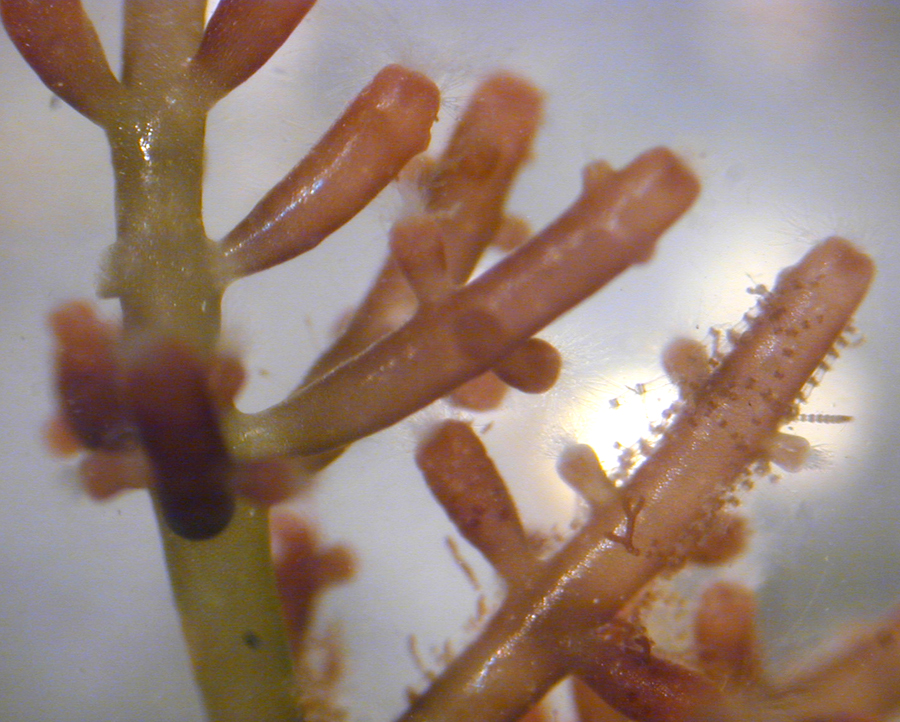
Těla ruduch (Rhodophyta), jako je tato Laurencia, se považují tradičně za stélkatá, přesto to jsou rostliny

Mnozí zástupci rostlin jsou po celý život jednobuněční, případně sice jsou mnohobuněční, ale nevytváří rozlišené tělo (kormus) v pravém slova smyslu. Tělo těchto rostlin se označuje jako stélka – ta může být buď jednobuněčná (zejména monadoidní, tedy s bičíky), nebo vláknitá či dokonce různým způsobem větvená.
Pletivná stélka je pokročilý typ, který se z rostlin vyskytuje například u některých ruduch a parožnatek. Jeho buňky se dělí ve dvou či třech rovinách a je na nich velmi často možné rozeznat orgány, které připomínají list (ty se označují jako fyloidy), kořen (tedy tzv. rhizoidy) a stonek (tzv. kauloid). Stélka podobného typu a s podobnou terminologií se koneckonců vyskytuje i u zástupců mechorostů.

### Rozlišené tělo
Mnohobuněčnost vznikla u rostlin již ve vodním prostředí, ale skutečný rozvoj složitého mnohobuněčného těla nastal až u suchozemských rostlin. Mechorosty se ještě pohybují se svými fyloidy, rhizoidy a kauloidy na hranici stélky a rozlišeného těla, ale kapraďorosty a ostatní cévnaté rostliny již vykazují tělo rozčleněné na orgány, tedy tzv. kormus.

### Střídání generací
U rostlin je výrazným anatomickým znakem tzv. střídání generací, čili rodozměna. V rámci rodozměny se v životním cyklu všech rostlin střídá sporofyt, jenž obsahuje buňky diploidní, a gametofyt, složený z buněk haploidních. Obecně platí, že sporofyt produkuje na sporangiích spory, z nichž vyrůstá gametofyt, který na svých gametangiích produkuje gamety. Konkrétní podoba sporofytu a gametofytu se však u jednotlivých oddělení rostlin značně liší.
U třech bazálníh skupin vyšších rostlin (mechy, játrovky, hlevíky) převažuje gametofyt. Např. u mechů je často gametofyt jediným fotosyntetickým orgánem a tvoří kořínky, kauloid i lístky. U vyšších skupin (tzv. rostliny cévnaté) došlo k redukci gametofytu. Například u kapradin je již vlastně celé makroskopické tělo tvořeno sporofytem, jediné, co je gametofytní, je nenápadný prvoklíček (prokel) kdesi u země, tam, kde dopadl výtrus. U rostlin krytosemenných po gametofytu již téměř není ani stopy: představuje ho pylová láčka vyrůstající z pylových zrn a samičí zárodečný vak.

## Mikroskopická anatomie
Buňky rostlin se řadí mezi poměrně typické eukaryotické buňky, ale mají i mnoho vlastních charakteristických rysů. Buněčná stěna je složená z celulózy a hemicelulózy, pektinu a mnohdy i ligninu. Uvnitř buňky bývá velká centrální vakuola, obsahující různé organické i anorganické látky a obklopená membránou zvanou tonoplast. Mezi buňkami mohou být spoje, tzv. plazmodezmata, otvory v primární buněčné stěně, skrz něž prochází cytoplazmatická membrána a provazce endoplazmatického retikula Charakteristické pro rostliny jsou plastidy, a to především chloroplasty, umožňující fotosyntézu. Cytokineze (závěrečná fáze buněčného dělení) začíná u vyšších rostlin, parožnatek (Charophyceae) a trentepohlií (Trentepohliales) vznikem fragmoplastu.

### Pletiva

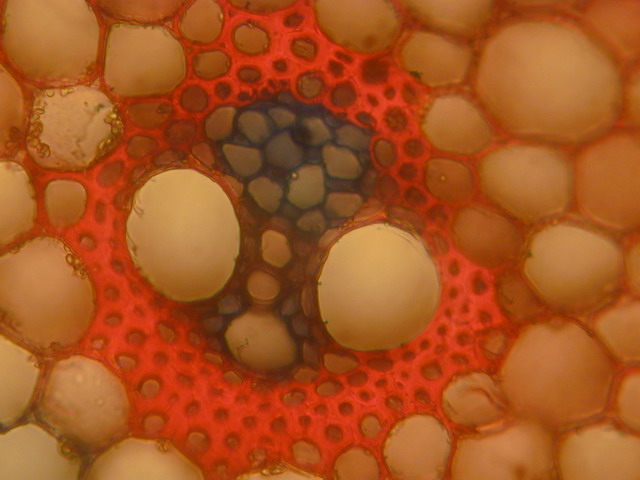
Rostlinná pletiva; zde vodivá pletiva v cévních svazcích kukuřice (Zea mays)

Soubory buněk společného původu, které mohou mít sice mírně odlišnou stavbu či funkci, ale společně plní určitou komplexní roli v rostlinném těle, se nazývají pletiva. Celé rostlinné tělo (u vyšších rostlin) je vystavěno právě z pletiv. Podle tloušťky buněčných stěn a mezibuněčných prostor se rozlišují obvykle tři typy pletiv – parenchym, kolenchym a sklerenchym, z nichž první je pletivem víceméně základním a další dvě se podílí na mechanické podpoře a vyztužení rostlinného těla. Jinak se mohou pletiva dělit na dělivá (která se neustále dělí) a trvalá (již se nedělí). Jinak je stavba rostlinného těla poměrně jednoduchá. Rostlina má jednovrstevnou pokožku (krycí pletiva), transport látek umožňují vodivá pletiva a celek doplňují pletiva základní (jako je kůra, různá fotosyntetická a zásobní pletiva, atd.

## Makroskopická anatomie
Tělo rostlin je specifické tím, že má vysoký poměr plochy k objemu (souvisí to hlavně s nepohyblivostí rostlin). Ve vzpřímené poloze rostliny drží tvrdé buněčné stěny – buňky však díky tomu jsou fixovány ve své poloze a nemohou se obvykle výrazně hýbat. Rostliny jsou teoreticky schopné nepřetržitého růstu, a to také díky tomu, že se po celý život zachovávají dělivá pletiva, z nichž vyrůstají například nové listy či se prodlužuje stonek. Rostliny jsou tzv. modulární organizmy, což znamená, že se na jejich těle opakují neustále určité části (též „fytomery“ či „moduly“). Takový modul se skládá např. z části stonku (internodium), listu a pupene. Konkrétní průběh růstu se liší situaci od situace a závisí na faktorech prostředí, jako je světlo či teplota. Z dvou identických semen vyrostou odlišné rostliny, pokud vyklíčí na suchém horkém místě nebo ve vlhku a ve stínu (pokud tedy obě vyklíčí).
Také vzhled a počet jednotlivých orgánů nemusí být ustálený. Nejenže existují obrovské mezidruhové rozdíly, ale i jedna rostlina může v závislosti na prostředí vytvořit úplně jiné orgány – příkladem je rdesno obojživelné (Persicaria amphibia), které má dvě formy, jednu vodní vzplývanou a druhou suchozemskou. Nicméně základní rysy jsou u většiny rostlin shodné a rostliny obvykle disponují základní sadou typických rostlinných tkání a orgánů. Mezi vegetativní orgány cévnatých rostlin patří ty, které rostlině slouží primárně k jejímu vlastnímu růstu, nikoliv k pohlavnímu rozmnožování:
- kořen – zpravidla podzemní a heterotrofní orgán, nikdy nenese listy, nevětví se pravidelně, většinou roste směrem dolů; někdy chybí (bublinatky, Utricularia);[1]
- stonek – obvykle nadzemní orgán různé délky a tloušťky, který nese listy;
- list – postranní orgán vznikající na vzrostném vrcholu stonku.

Generativní orgány rostliny jsou orgány rostlin s generativní funkcí, tedy ty, které rostlině slouží k pohlavnímu rozmnožování (ne však k nepohlavnímu), obecně pro vznik příští generace rostlin.
- květ – struktura tvořená pohlavními orgány (tyčinky, pestík) a květními obaly, vše sedí na květním lůžku vzniklém ze zkráceného stonku;
- plod – vzniká zpravidla z květu po oplození, obsahuje semena.

Vzájemná poloha orgánů je tak volná, že za určitých podmínek mohou orgány vyrůst na místech zcela neočekávaných. Mezi tyto tzv. adventivní orgány patří například kořeny vyrůstající na stonku nebo adventivní pupeny na konečcích listů kalanchoe. Navíc jsou rostliny schopné regenerace a jsou schopné nahradit i celý orgán, například z nově vzniklého adventivního pupenu.